# Manon Deketer
Manon Deketer, née le 8 juin 1998 à Dunkerque en France, est une judokate française évoluant en moins de 63 kg, licenciée à l'Étoile sportive du Blanc-Mesnil Judo.

## Biographie
Formée à l’Étoile Sportive de Bellevigny, Manon Deketer intègre la section sportive départementale de Vendée puis le Pôle Espoir de Nantes.
Sacrée championne de France Juniors en 2017 à Paris, une nouvelle fois championne de France Juniors en 2018 à Villebon-sur-Yvette, elle est médaillée de bronze aux Jeux méditerranéens de 2018 à Tarragone.
Elle est sacrée championne de France Seniors en 2021 à Perpignan, et décroche sa première médaille en Grand Slam avec le bronze au Grand Slam de Paris en 2021.
En février 2022, elle décroche la médaille de bronze au Grand Slam de Tel-Aviv, puis de nouveau une troisième place en Grand Slam au Tournoi de Tbilissi en Géorgie (pays).
Lors des Championnats du monde de judo 2022 à Tachkent elle remporte la médaille de bronze, sa première médaille mondiale.
Fin mai 2023, elle subit une rupture du ligament croisé antérieur au genou gauche durant les championnats de France par équipes. Elle intègre la même année l'équipe de France Douane.
En 2024, elle remporte une médaille d'argent au Grand Prix de Zagreb puis décroche sa première médaille d'or en Grand Slam à Abou Dhabi. Elle confirme sa bonne dynamique par un nouveau titre national au Championnat de France Séniors 2024 à Chalon-sur-Saône.
En février 2025 elle décroche l'argent en finale du Grand Slam de Paris.

## Palmarès

### Championnats du monde
| Année | Compétition           | Lieu     | Résultat | Catégorie      |
| ----- | --------------------- | -------- | -------- | -------------- |
| 2022  | Championnats du monde | Tachkent | 3e       | Moins de 63 kg |

### Compétitions internationales
| Année | Compétition         | Lieu      | Résultat | Catégorie      |
| ----- | ------------------- | --------- | -------- | -------------- |
| 2018  | Jeux méditerranéens | Tarragone | 3e       | Moins de 63 kg |

#### Podiums en compétition de club
| Année | Compétition    | Lieu     | Résultat | Club              |
| ----- | -------------- | -------- | -------- | ----------------- |
| 2018  | Europa League. | Bucarest | 2e       | ESBM Blanc-Mesnil |

### Tournois Grand Chelem et Grand Prix
| Année | Compétition            | Lieu      | Résultat | Catégorie      |
| ----- | ---------------------- | --------- | -------- | -------------- |
| 2021  | Grand Slam de Paris    | Paris     | 3e       | Moins de 63 kg |
| 2022  | Tournoi de Tbilissi    | Tbilissi  | 3e       | Moins de 63 kg |
| 2022  | Tournoi de Tel-Aviv    | Tel-Aviv  | 3e       | Moins de 63 kg |
| 2023  | Grand Prix d'Autriche  | Linz      | 3e       | Moins de 63 kg |
| 2024  | Grand Prix de Croatie  | Zagreb    | 2e       | Moins de 63 kg |
| 2024  | Grand Slam d'Abu Dhabi | Abu Dhabi | 1re      | Moins de 63 kg |
| 2025  | Grand Slam de Paris    | Paris     | 2e       | Moins de 63 kg |

### Autres compétitions
- Médaille d'or à l'European Open Seniors Madrid 2024[14]

### Championnats de France

#### Individuel
- Médaille d'or aux Championnats de France Juniors 2017 à Paris[15].
- Médaille d'or aux Championnats de France Juniors 2018 à Villebon-sur-Yvette[16].
- Médaille d'or aux Championnats de France 2021 à Perpignan[17].
- Médaille d’or aux Championnats de France 2024 à Chalon-sur-Saône [11]

#### Par équipes
- Médaille d'or lors des championnats de France par équipes 2019 à Trélazé, France
- Médaille d'or lors des championnats de France par équipes 2020 à Brest, France
- Médaille d'or lors des championnats de France par équipes 2021 à Perpignan, France
- Médaille de bronze lors des championnats de France par équipes 2022 à Villebon-sur-Yvette, France.